# Alice Becker-Ho
Alice Becker-Ho, nacida en Shanghái el 6 de agosto de 1941, es una escritora, pensadora, poetisa y lingüista francesa, además de una de las mayores representantes de la Internacional Situacionista, movimiento político y artístico de carácter revolucionario que nace en Europa a finales de los años cincuenta. Es conocida por ser una de las principales instigadoras del Mayo del 68 francés.

## Biografía
Becker-Ho nació en Shanghái en 1941. Es hija de una madre de origen chino y de Anisset Becker, marinero originario de Lorena, territorio en disputa entre Francia y Alemania hasta el final de la Primera Guerra Mundial. Su padre, tras desertar del ejército alemán, es reclutado por la Légion étrangère. Después de ejercer como banquero en China, obtiene la ciudadanía francesa y se muda en 1947 con su mujer y su hija a Francia.
En 1963, Alice se involucra en la Internacional Situacionista e ingresa en el activismo político mediante el grupo Socialisme ou barbarie, del cual es simpatizante. Allí entablará amistad con Michèle Bernstein y Guy Debord, con quien posteriormente contraerá matrimonio en 1972. Toma parte en los acontecimientos de Mayo de 1968 como miembro del Consejo por el Mantenimiento de las Ocupaciones (Conseil pour le maintien des occupations, CMDO). Participa en la elaboración del disco Pour en finir avec le travail (Chanson du CMDO). En 1973, colabora en la película de Guy Debord La sociedad del espectáculo.
En 1987, publica en colaboración con Guy Debord el libro Le Jeu de la guerre (El juego de la guerra), obra que posteriormente se ha vuelto a editar en francés y en inglés en versiones ampliadas en 2006 y 2008. A partir de 1990, Alice Becker-Ho publica tres libros innovadores sobre el argot de las "clases peligrosas" en Europa Occidental: Les Princes du jargon (sobre la influencia del romaní en el argot), L'Essence du jargon y finalmente Du Jargon héritier en bastardie. En el 2000, publica también Paroles de gitans (Palabras de gitanos), donde recupera para la lengua gala palabras del argot de la gitanería, no del romaní.

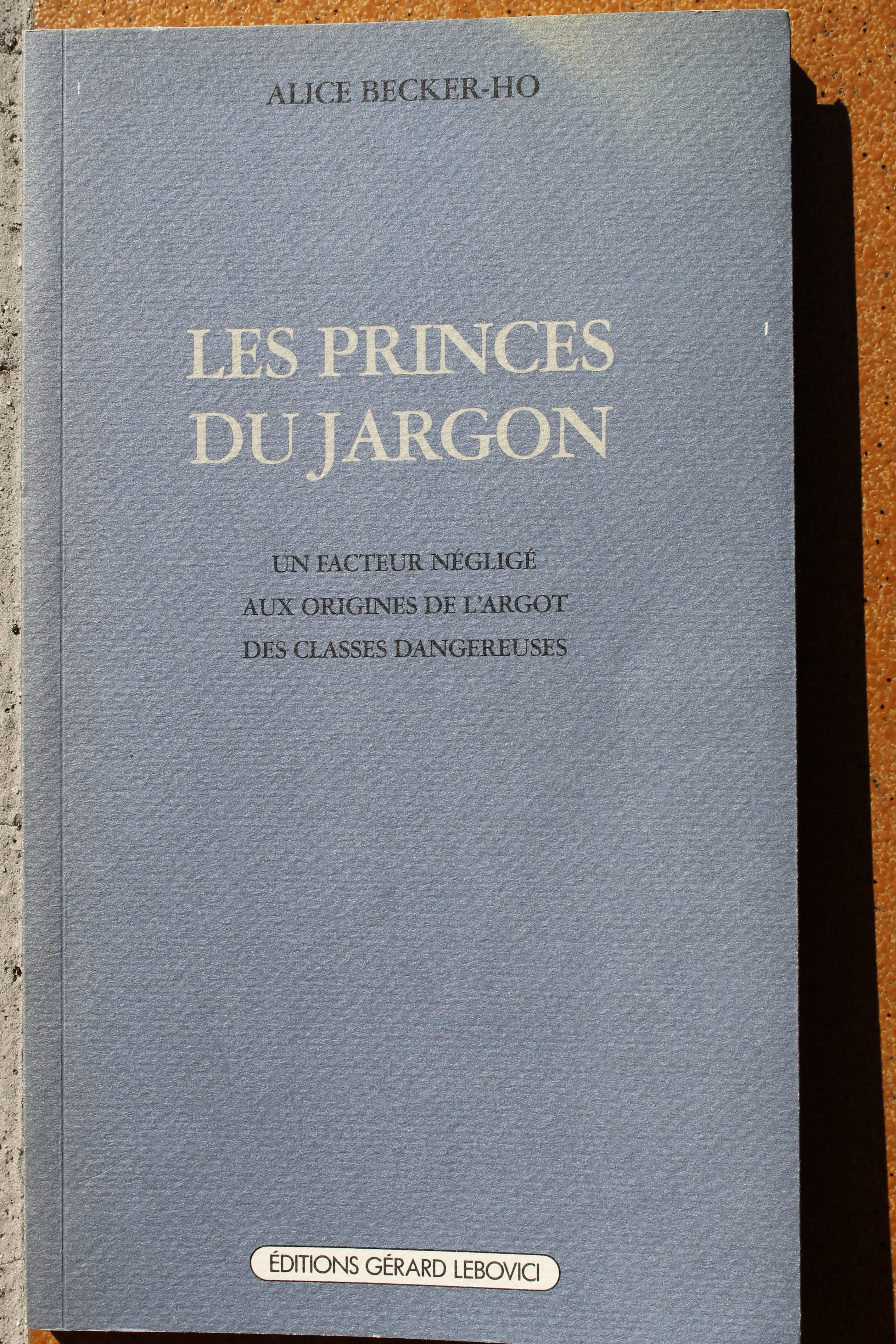
Primera edición de Les Princes du jargon (Éditions Gérard Lebovici, 1990).

En la década de los noventa Alice Becker-Ho publicó numerosas obras de poesía y de relatos en francés: D'azur au triangle vidé de sable; Paroles de Gitans; Au Pays du sommeil paradoxal, D'azur au triangle vidé de sable; Là s'en vont les seigneuries; Dix poèmes d'Edgar Poe, etc También es autora de Au Pays du Sommeil Paradoxal y de Là s'en vont les seigneuries (un relato sobre su viaje con Guy Debord en Rello, España, con fotos de Emmanuel Rioufol, publicado en 2003). En 2004, traduce al francés el Romancero gitano de Federico García Lorca.
Tras la muerte de Guy Debord en 1994, se convierte en la heredera universal de su obra y se ocupa de la publicación de la correspondencia del teórico situacionista. En 1998, interpuso una demanda judicial, junto a la editorial Fayard, contra Jean-François Martos por haber publicado cartas de Guy Debord sin su autorización
El 29 de marzo de 2010, Alice Becker-Ho ha firmado un acuerdo para la venta de los archivos de Guy Debord con la Bibliothèque nationale de France.
En 2014, publica un libro sobre el gueto de Venecia: Le premier ghetto ou l'exemplarité vénitienne. En dicho libro, Alice Becker-Ho investiga a través de la historia de las palabras y de expresiones venecianas, italianas, hebraicas, alemanas e incluso turcas, el origen etimológico de la palabra "ghetto" que pasó al lenguaje corriente sin dejar rastro de su raíz.

## Publicaciones

### Obra propia
- En colaboración con Guy Debord, Le Jeu de la guerre, Paris, éditions Gérard Lebovici, 1987; Éditions Gallimard, 2006
- Les Princes du jargon, Paris, éditions Gérard Lebovici, 1990; Gallimard 1992, 1995
- L'Essence du jargon, Paris, Gallimard, 1994
- D'Azur au triangle vidé de sable, poésie, Cognac, Le Temps qu'il fait, 1998
- Au pays du sommeil paradoxal, poésie, Cognac, le Temps qu'il fait, 2000
- Du Jargon héritier en bastardie, Paris, Gallimard, 2002
- Là s'en vont les seigneuries, Cognac, le Temps qu'il fait, 2003. Libro de viaje con fotografías del pueblo de Rello (Provincia de Soria) realizadas por Emmanuel Rioufol, El título de este libro proviene de un verso de Coplas a la muerte de su padre de Jorge Manrique.
- Antonin Artaud à Ville-Évrard, photographies de Gérard Rondeau, Cognac, le Temps qu'il fait, 2003
- Le premier ghetto ou l'exemplarité vénitienne, Riveneuve éditions, 2014
- La part maudite dans l'œuvre de François Villon, L'Echappée, 2018
- En un ciel ignoré des étoiles nouvelles, le Temps qu'il fait, 2022

### Traducciones
- Protestation devant les libertaires du présent et du futur sur les capitulations de 1937 par un «Incontrôlé» de la Colonne de Fer, traducido del español por dos «aficionados» sin cualidades (Alice Becker-Ho y Guy Debord), edición bilingüe, París, éditions Champ libre, 1979 debordiana.chez.com
- Edgar Allan Poe, Dix poèmes d'Edgar Poe, Cognac, le Temps qu'il fait, 1997 (reedición, Montréal, L'Oie de Cravan, 2013)
- Paroles de gitans, Paris, Albin Michel, 2000
- Federico García Lorca, Trois arbres ils ont abattus - suivi du Romancero gitan, edición bilingüe limitada a 1200 ejemplares, Burdeos, William Blake & Co. 2004
- Federico García Lorca, Romancero gitan, edición bilingüe, Points poésie, Seuil, 2008.
- George Orwell, La Ferme des animaux, prefacio de Patrick Marcolini, cómic traducido del criollo mauriciano, L'Echappée, 2016.[5]

## Galería de imágenes

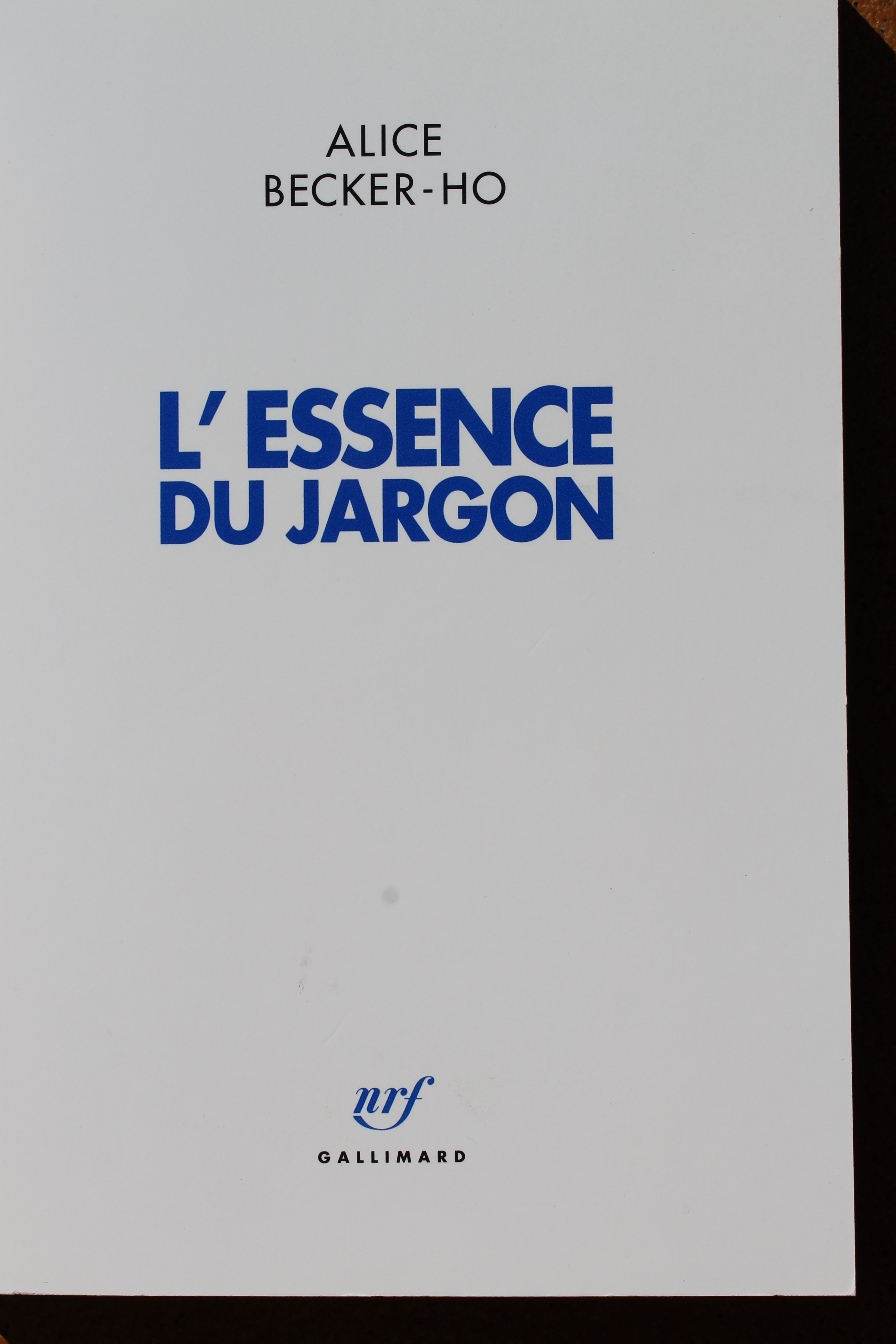
L'Essence du jargon, 1994